# Kōji Kumagai
Kōji Kumagai (熊谷 浩二?, Kumagai Kōji; Prefettura di Aomori, 23 ottobre 1975) è un ex calciatore giapponese, di ruolo centrocampista.

## Palmarès

### Club

#### Competizioni nazionali
- Campionato giapponese: 4

Kashima Antlers: 1996, 1998, 2000, 2001
- Coppa dell'Imperatore: 2

Kashima Antlers: 1997, 2000
- Coppa J. League: 3

Kashima Antlers: 1997, 2000, 2002
- Supercoppa del Giappone: 3

Kashima Antlers: 1997, 1998, 1999